# John George Alexander Leishman
John George Alexander Leishman (Pittsburgh, 28 marzo 1857 – Monte Carlo, 27 marzo 1924) è stato un imprenditore e diplomatico statunitense.
Occupò diverse posizioni dirigenziali alla Carnegie Steel Company e successivamente fu ambasciatore degli Stati Uniti.

## Biografia
Figlio unico di emigranti irlando-scozzesi, nacque da John B. Leishman (1827-1857) ed Amelia Henderson (1832-1905).
Suo padre annegò nel fiume Allegheny lo stesso anno in cui egli nacque. Leishman iniziò a lavorare all'età di dieci anni, come assistente di un medico a Pittsburgh. Nei successivi diciassette anni, Leishman riuscì a scalare velocemente il successo divenendo consulente finanziario di Henry Clay Frick e Andrew Carnegie.
Prima di essere assunto da Carnegie, John Leishman aveva lavorato per la Shoenberger Steel Company come a "mud clerk" (lavoratori infangati). Mud clerk erano definiti i lavoratori dell'industria siderurgica, che operavano sulla banchina del fiume, responsabili del tracciamento della spedizione delle merci: l'arrivo di materie prime e la partenza dei prodotti finiti. Per garantire l'efficienza e il successo, vivevano 24 ore al giorno in piccoli capannoni sulle rive del fiume. Questo lavoro lo portò prima ad un'impresa mal riuscita di mediatore indipendente in acciaio e poi ad una società di successo, con il suo amico e collega della Shoenberger Steel Company, William Penn Snyder.
Come socio di maggioranza della Leishman and Snyder, catturò l'attenzione di Andrew Carnegie che lo convinse ad entrare alla Carnegie Steel Company il 1º ottobre 1884 come addetto alle vendite. Carnegie vide se stesso nel giovane ragazzo e lo considerò uno dei suoi "ragazzi" tanto da inserirlo nella Storia della Carnegie Veterans Association. Leishman occupò in azienda i seguenti incarichi: Vice Presidente della Carnegie Brothers & Company, Ltd., Vice Presidente e Tesoriere della Carnegie Steel Company e presidente della Carnegie Steel Company.
Le frequentazioni sociali e di lavoro consentirono a Leishmans l'ingresso nel circolo esclusivo delle 60 famiglie di Pittsburgh, chiamato South Fork Fishing and Hunting Club. Esso era stato concepito come un idilliaco rifugio estivo, acquistato e sviluppato da Henry Clay Frick nella Contea di Cambria, raggiungibile con un breve e comodo percorso in treno, lontano dalla fuliggine e dal fumo dell'industria di Pittsburgh. Per creare questo complesso, venne riutilizzata una diga in terra battuta, un tempo utilizzata come percorso di una linea ferrata abbandonata. Essa fu rinforzata e ingrandita per creare un lago artificiale per la nautica da diporto, che venne denominato lago Conemaugh. Tra i membri del Club vi erano Andrew Carnegie, Henry Clay Frick e Andrew Mellon. A seguito di intense piogge, la diga cedette il 31 maggio 1889, determinando l'inondazione della città di Johnstown.
Molti dei membri del Club di Pittsburgh indissero in fretta una riunione e costituirono il Pittsburgh Relief Committee. Due decisioni vennero prese in quella riunione. Una era quella di fare una donazione immediata, generosa e concreta nell'intento di sostenere gli sforzi del soccorso agli alluvionati. L'altra era costituita dall'impegno a non parlare mai del Club o dell'inondazione né in pubblico, né in privato. Tutte le controversie vennero gestite dagli avvocati Philander Chase Knox e James Hay Reed, della Knox e Reed (ora Reed Smith LLP), entrambi membri del South Fork Fishing and Hunting Club.
Il 23 luglio 1892 Alexander Berkman, un anarchico, decise di assassinare Henry Clay Frick, l'uomo che Berkman riteneva responsabile della carneficina dello Homestead Strike nelle settimane precedenti. Armato di una pistola e di un punteruolo molto acuminato, Berkman entrò facilmente nella sede della Carnegie Steel senza incontrare alcun ostacolo sulla strada verso l'ufficio privato del presidente, sito al secondo piano. Berkman, giunto nell'ufficio accompagnato da un fattorino, aprì il fuoco su Frick, che cadde a terra con tre pallottole in corpo. Frick venne salvato da Leishman, suo vice, che era in ufficio al momento.
Fra il rancore crescente tra Frick e Carnegie, Leishman tentò di seguire una via di mezzo. Questa situazione venne ribaltata quando Frick ottenne, con uno stratagemma, l'uscita dalla presidenza della Carnegie Steel dell'uomo che gli aveva salvato la vita e la sua rimozione dalla scena commerciale della Pennsylvania occidentale. Frick riferì a Carnegie della speculazione di Leishman sul mercato azionario, una pratica che Carnegie svolgeva liberamente, ma aborriva se praticata dai suoi subordinati. Frick lavorò dietro le quinte, con Philander Chase Knox per far ottenere a Leishman la carica di ambasciatore degli Stati Uniti in Svizzera.
Sotto la pressione di entrambi gli uomini, Leishman lasciò il servizio alla Carnegie nel mese di giugno 1897, accettando la nomina, da parte del presidente William McKinley, ad ambasciatore degli Stati Uniti in Svizzera. In seguito, divenne ambasciatore in Turchia nel 1900, in Italia nel 1909 e in Germania nel 1911.
Anni dopo, come membro del consiglio di amministrazione della Equitable Life Insurance Company, Frick utilizzò uno stratagemma simile per ottenere la rimozione di James Hazen Hyde (unico figlio del fondatore ed erede), dall'incarico di presidente della Compagnia, cercando di ottenere per lui la carica di ambasciatore degli Stati Uniti in Francia. A differenza di Leishman un decennio prima, Hyde, respinse il piano di Frick, tuttavia, Hyde andò a vivere in Francia, dove incontrò e sposò la figlia maggiore di Leishman, Marthe.
Il 9 settembre 1880, Leishman sposò Julia Crawford (1862-1918), figlia di Edward Crawford di Pittsburgh e di sua moglie Nancy Harriet Ferguson. Ebbero tre figli, Martha (1882-1944), Nancy Louise (1894-1983) e John Jr. (1887-1942).
Dopo un'intensa attività diplomatica in Europa, Leishman lasciò Berlino, sede del suo ultimo incarico diplomatico, ritirandosi a vita privata nel 1914. Sua moglie Julia morì nel 1918 ed egli nel 1924, entrambi a Monte Carlo. Essi sono tumulati nel cimitero del Principato di Monaco

## Curiosità
Leishman fu l'acquirente della celebre Madonnina (Ferruzzi) dipinta nel 1897. Attualmente la collocazione del quadro è sconosciuta e si presume che sia andato perduto.